# Atração Fonográfica
Atração Fonográfica é uma gravadora e distribuidora brasileira criada em 1996, que tem como marca a pesquisa dos gêneros musicais e a valorização da diversidade cultural. Produziu álbuns de Heitor Villa-Lobos, Hans-Joachim Koellreutter, Bezerra da Silva, entre outros. A gravadora atua na produção musical, divulgação e distribuição de conteúdos próprios e de terceiros no mundo.
A Atração vem detectando e se adaptando às mudanças tecnológicas e à cultura digital, que vêm transformando o universo das comunicações da cultura e do consumo, adiantando caminhos e possibilidades de negócios.
Tem como missão ser um agente de difusão e fortalecimento da produção musical, artística e seus correlatos, no mercado interno e externo, valorizando prioritariamente o cenário artístico nacional, contribuindo para a internacionalização da musica brasileira, zelando pela preservação e divulgação da memória da cultura musical do Brasil.